# Figura Matki Boskiej Pasawskiej w Warszawie

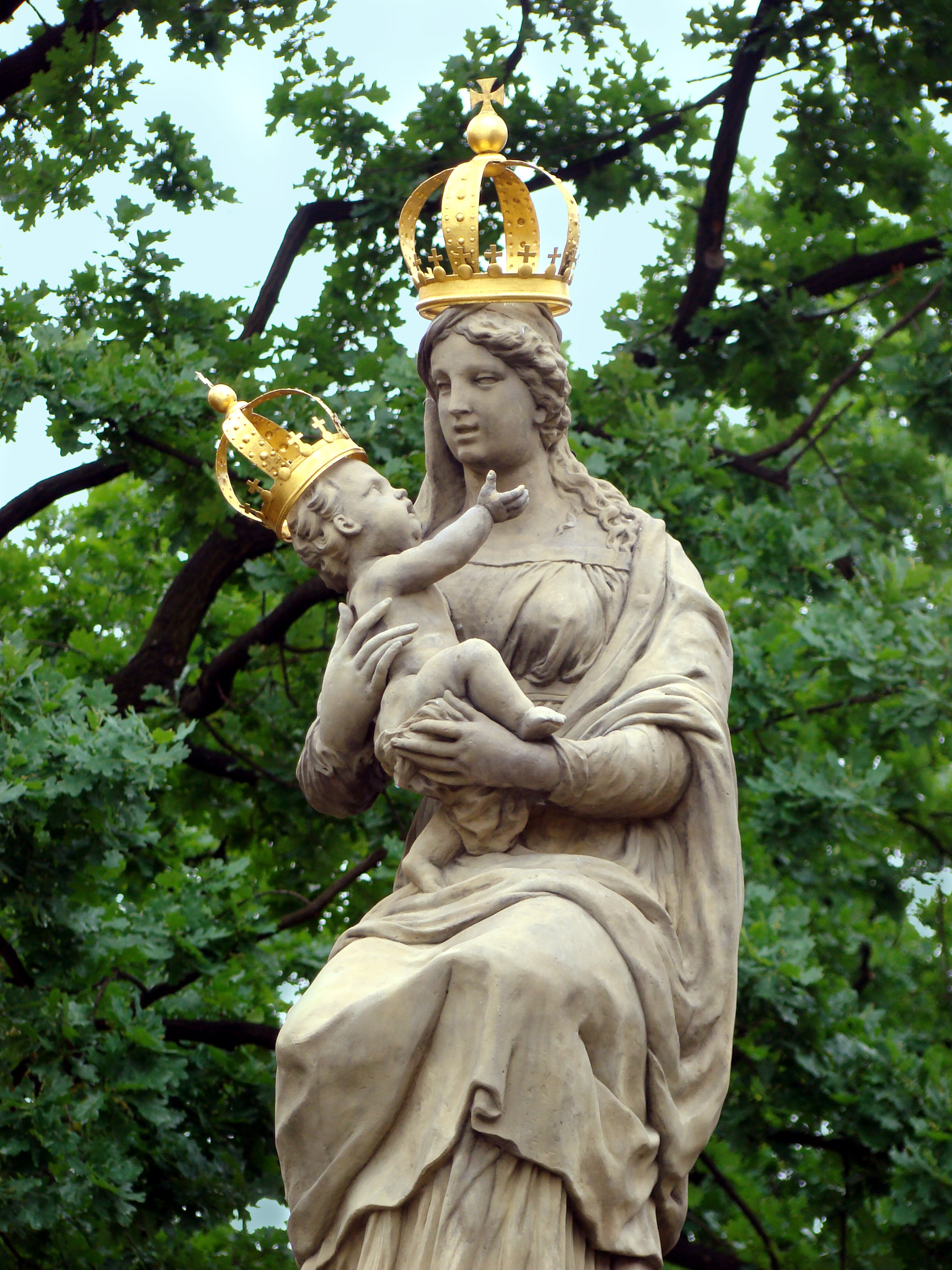
Matka Boska Pasawska

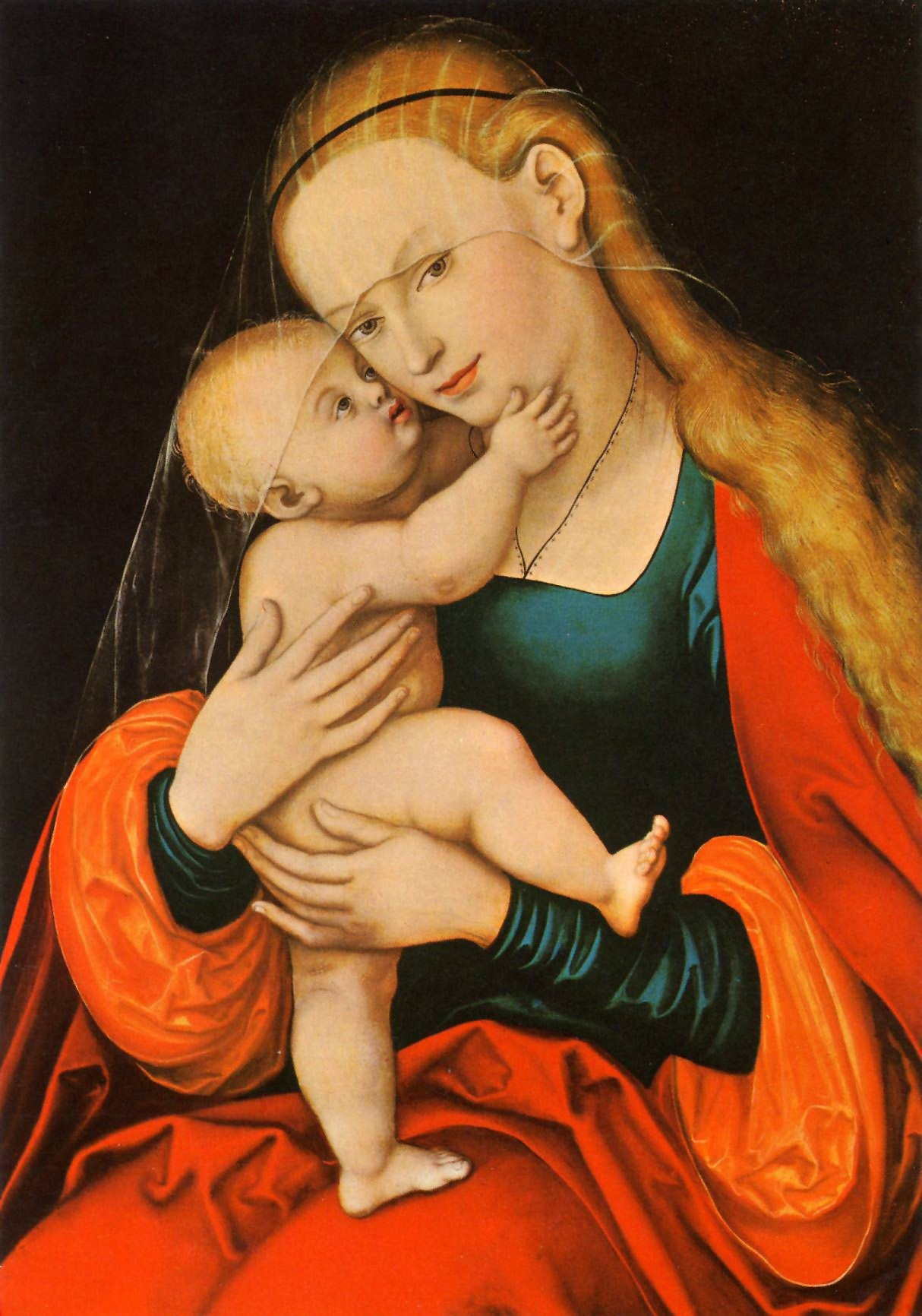
Cudowny obraz Matki Boskiej, dzieło Lucasa Cranacha St., oryginał, Innsbruck (Austria)

Figura Matki Boskiej Pasawskiej – rzeźba wotywna Matki Boskiej znajdująca się na Krakowskim Przedmieściu w Warszawie w pobliżu placu Zamkowego. Jest drugim – po Kolumnie Zygmunta z 1644 – najstarszym pomnikiem Warszawy.

## Opis
Rzeźba jest dziełem rzeźbiarza i architekta Józefa Bellottiego. Została wzniesiona w roku 1683, jako ufundowane przez rzeźbiarza wotum dziękczynne za ocalenie go wraz z rodziną od zarazy, która w latach 1677–1679 nawiedziła Warszawę, a także na pamiątkę zwycięstwa króla Jana III Sobieskiego w odsieczy wiedeńskiej. Artysta podarował rzeźbę pobożnemu królowi. Została ona ustawiona w prestiżowej lokalizacji, w miejscu zamykającym odcinek Krakowskiego Przedmieścia znajdującym się najbliżej Zamku Królewskiego i murów obronnych.
Nazwa figury pochodzi od faktu, że rzeźba była wzorowana na słynącym cudami obrazie Matki Boskiej, który znajduje się w kościele pielgrzymkowym Matki Boskiej Wspomożenia Wiernych (Wallfahrtskirche Mariahilf in Passau) w niemieckiej Pasawie (niem. Passau). Obraz w pasawskim kościele jest wierną kopią obrazu ołtarzowego z Innsbrucku, dzieła Lucasa Cranacha Starszego z roku 1537, sporządzoną w roku 1620. Przed tym obrazem w okresie najazdu tureckiego modlił się cesarz Leopold I wraz z małżonką o wyzwolenie Wiednia z oblężenia. Po pokonaniu Turków obraz ogłoszono cudownym obrazem monarchii habsburskiej. Wiele kopii tego obrazu znalazło się w kościołach na terenie całej Austrii.
Układ postaci warszawskiej figury przypomina układ z obrazu Cranacha. Nie wiadomo, czy Belotti odwiedził Pasawę lub Innsbruck. Być może rzeźbiarz posługiwał się graficzną reprodukcją cudownego obrazu.
Figura stoi na cokole z piaskowca. Na czterech stronach cokołu wykuto inskrypcje w języku łacińskim lub włoskim.
Figura została ukoronowana w latach 30. XIX wieku. W 1852 dokonano restauracji na koszt generała Aleksandra Haukego „z wdzięczności za ocalenie R.P. 1852, kiedy ciężka grasowała cholera”, o czym głosił napis na postumencie. Dawne korony z cynkowej blachy, pomalowane na niebiesko, zostały sumptem Haukego zastąpione żelaznymi złoconymi w ogniu. Figura znajdowała się dawniej w bardziej południowej części Krakowskiego Przedmieścia (w stronę obecnego skweru Mickiewicza), w roku 1866 została przeniesiona na obecne miejsce.
Po obu stronach figury w roku 1880 ustawiono ozdobne latarnie. W roku 1905 cokół figury podniesiono, ustawiając go na kamiennej podbudowie o cechach architektury secesji. Dodano też ogrodzenie z kutego żelaza na kamiennych słupkach.
Warszawska figura szczęśliwie przetrwała powstanie warszawskie. Została odnowiona w roku 2001 staraniem Franza Batthyany’ego i prowadzonej przez niego firmy, o czym świadczy tablica u stóp pomnika.

## Galeria

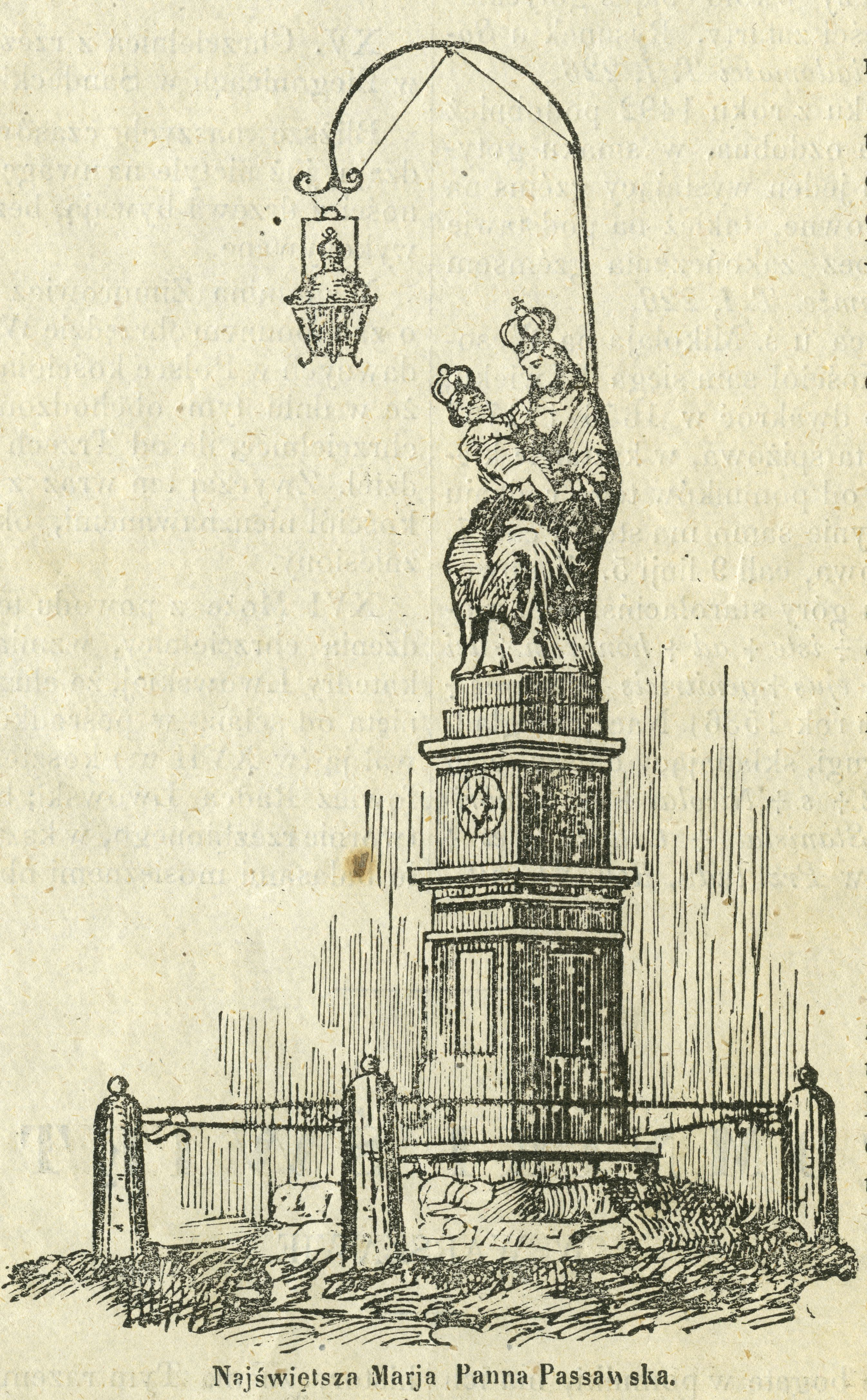
Drzeworyt przedstawiający figurę w roku 1855
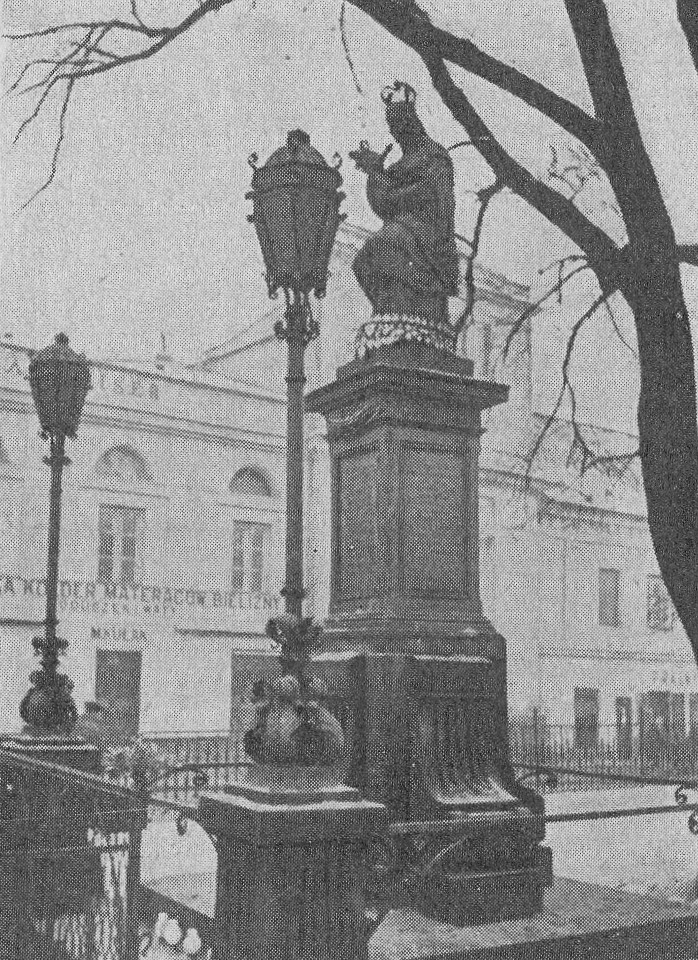
Figura przed 1939
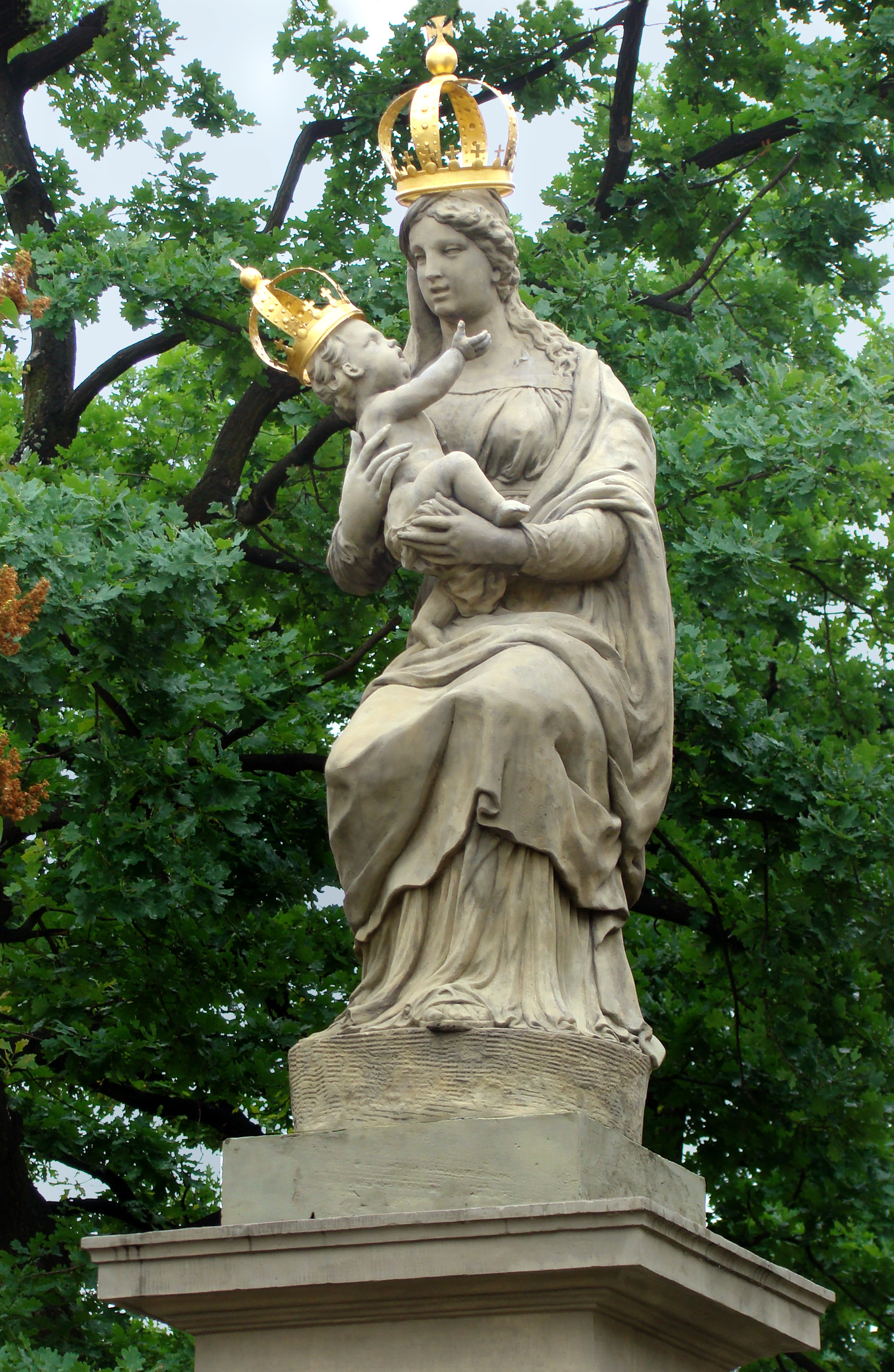
Figura współcześnie
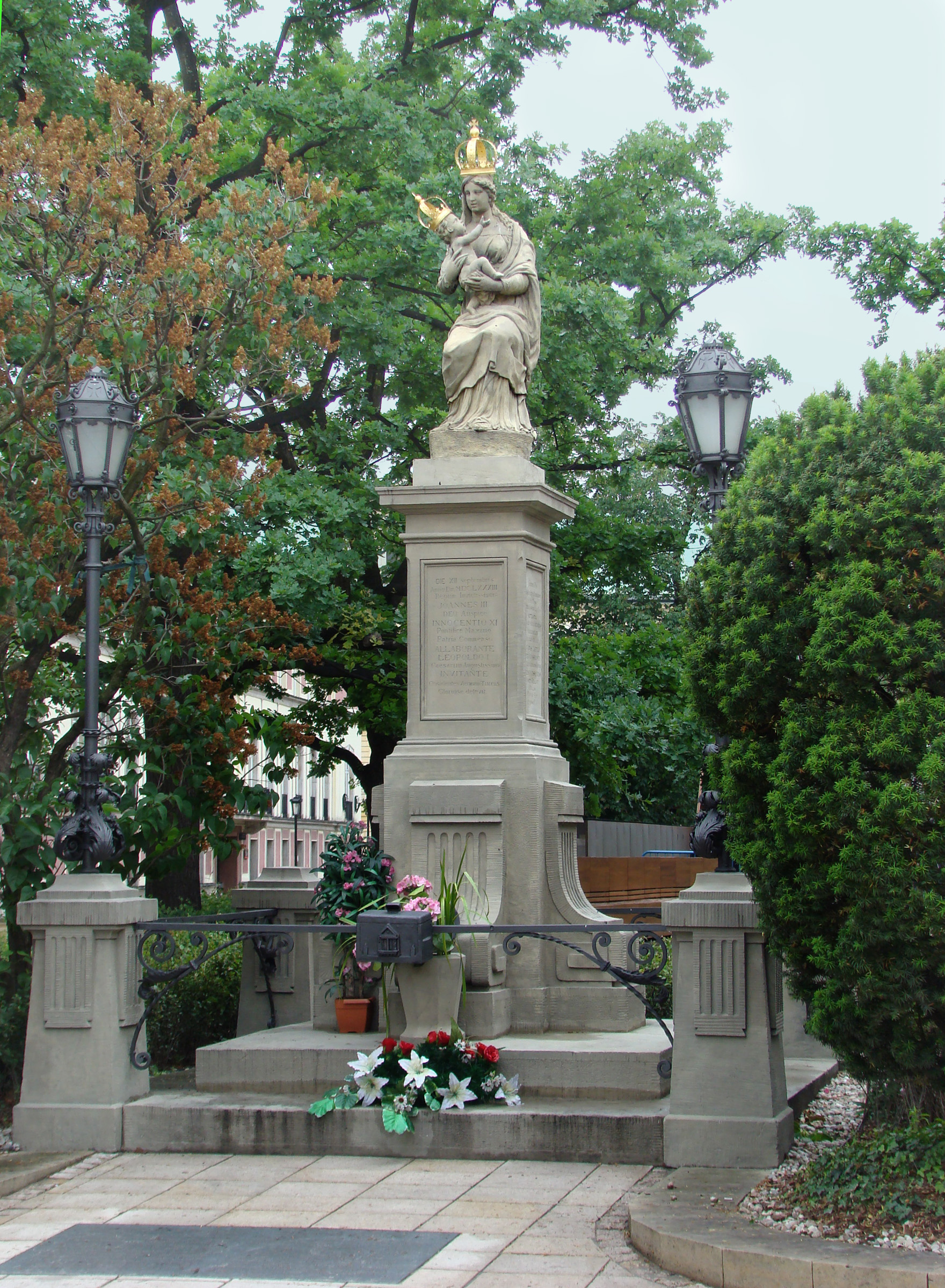
Widok ogólny. W chodniku tablica fundatora renowacji
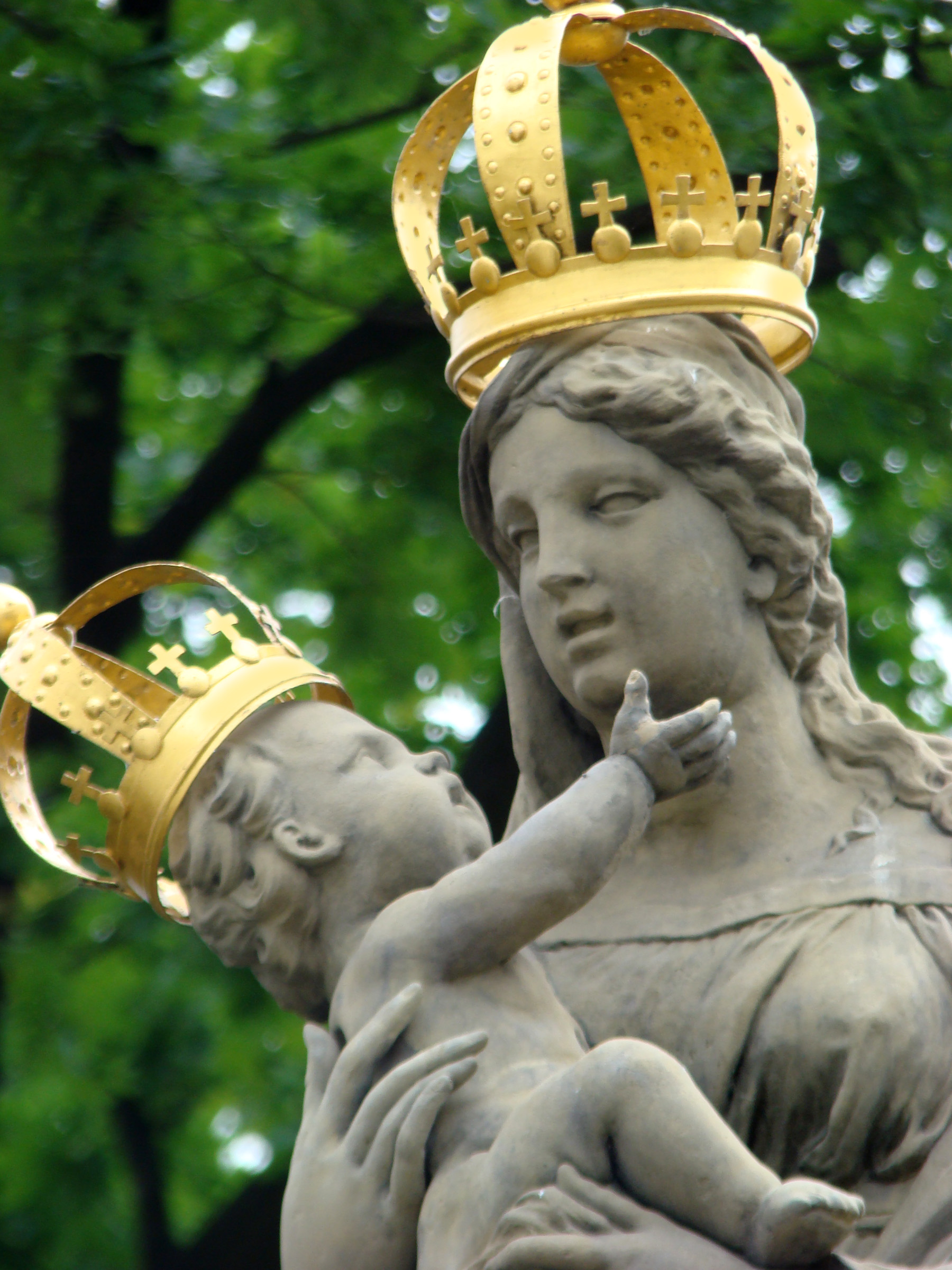
W zbliżeniu
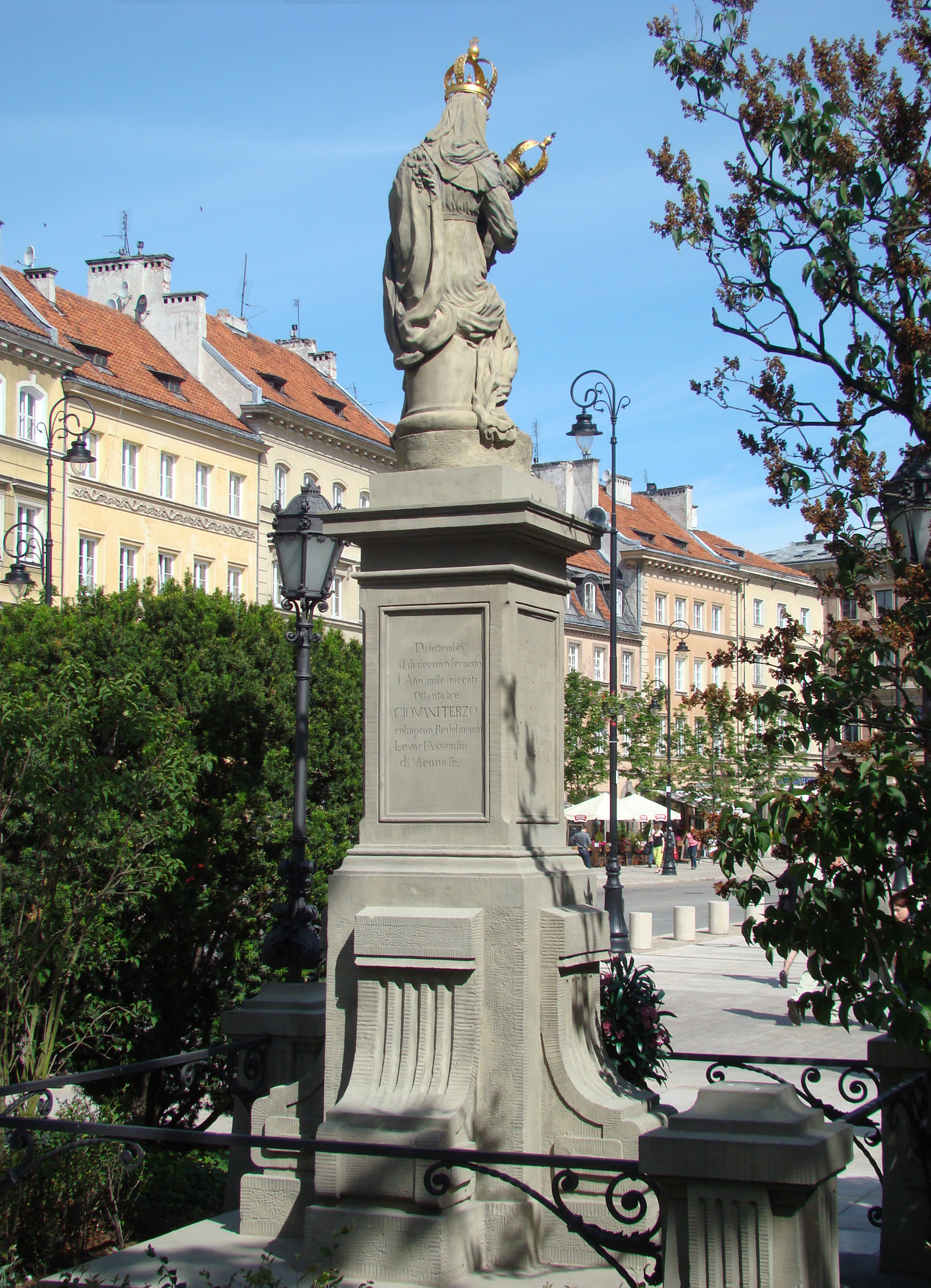
Widok od strony Skweru Hoovera
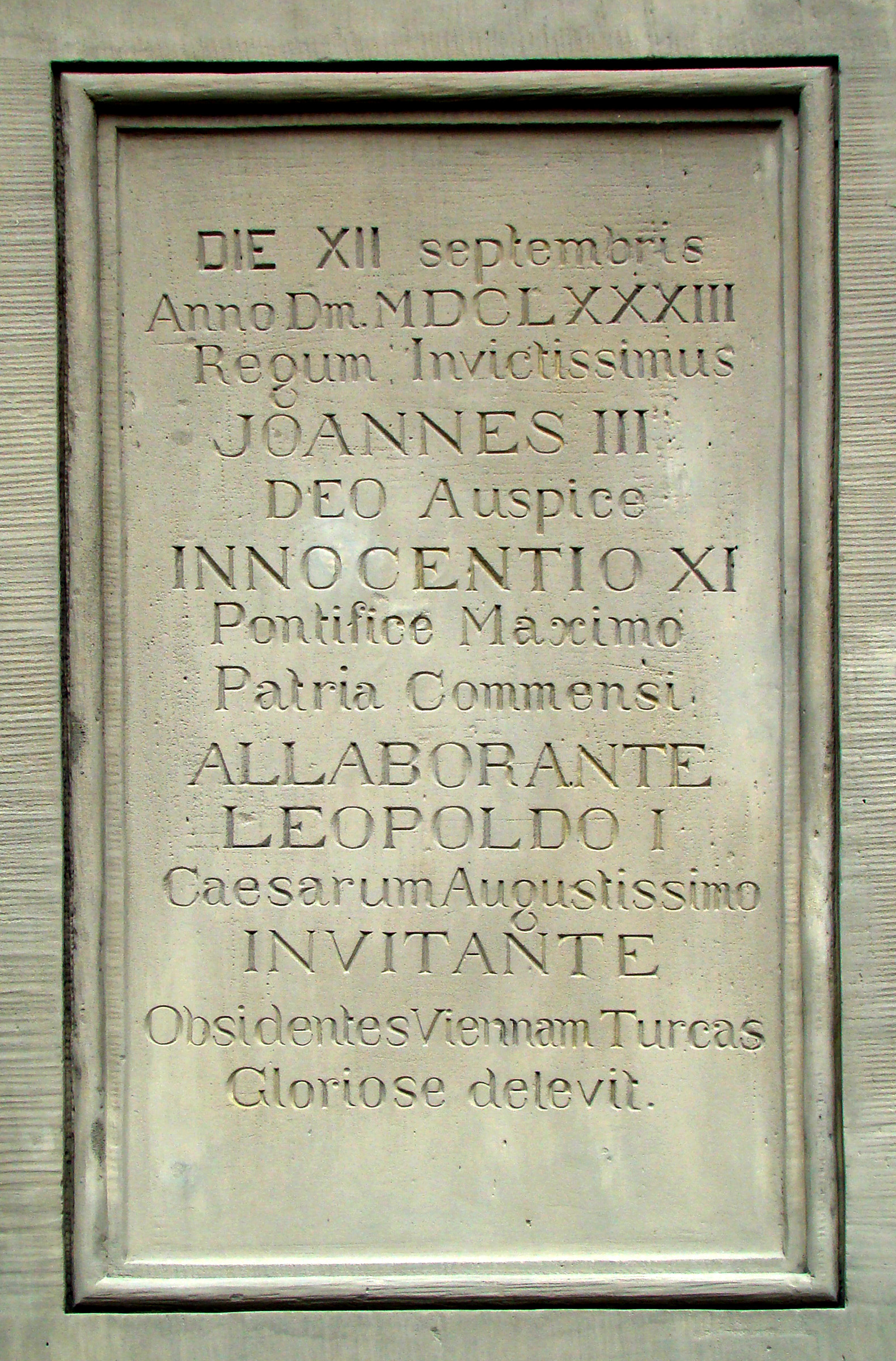
Tablica wotywna króla Jana III Sobieskiego
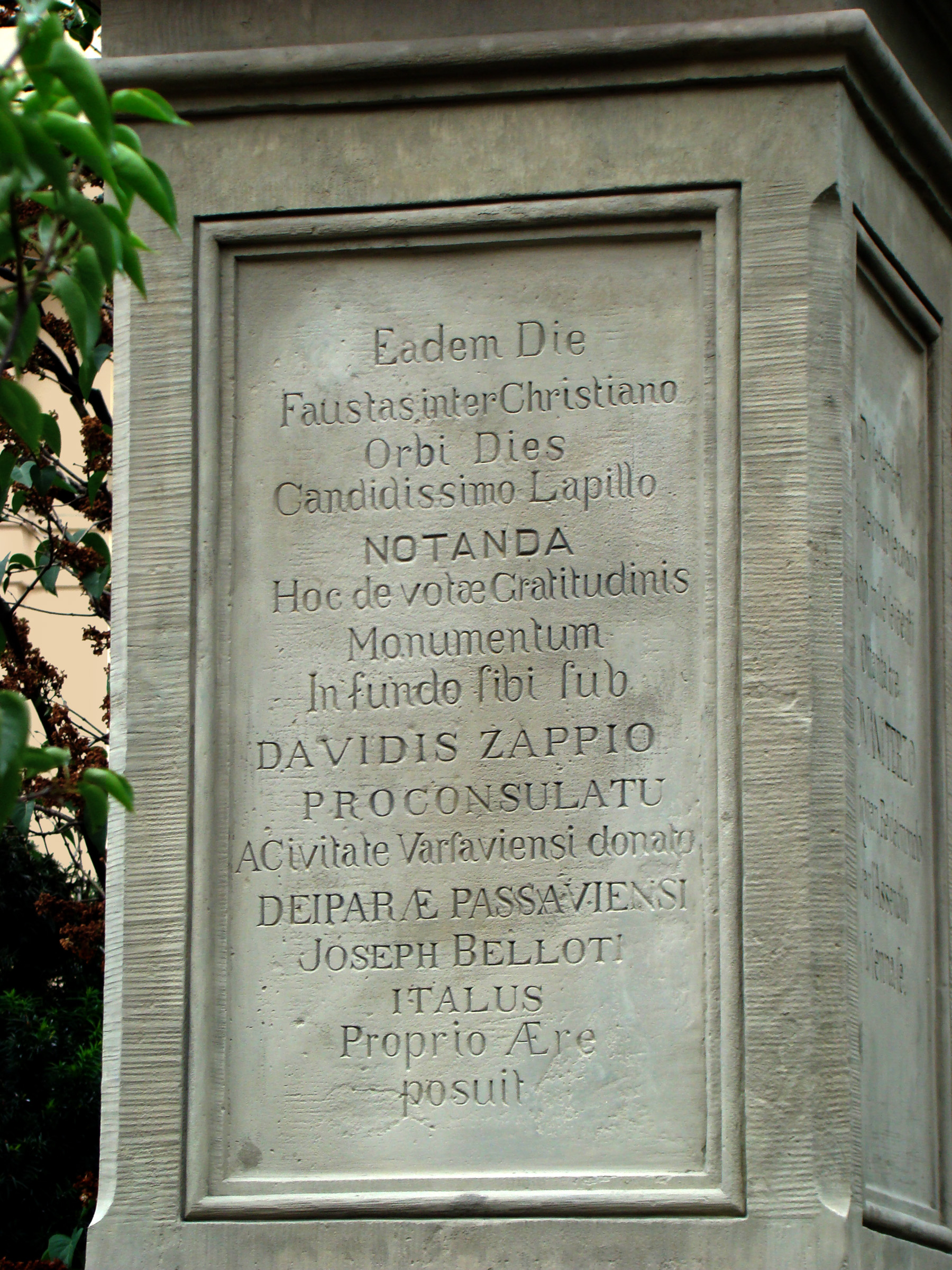
Tablica wotywna Belottiego
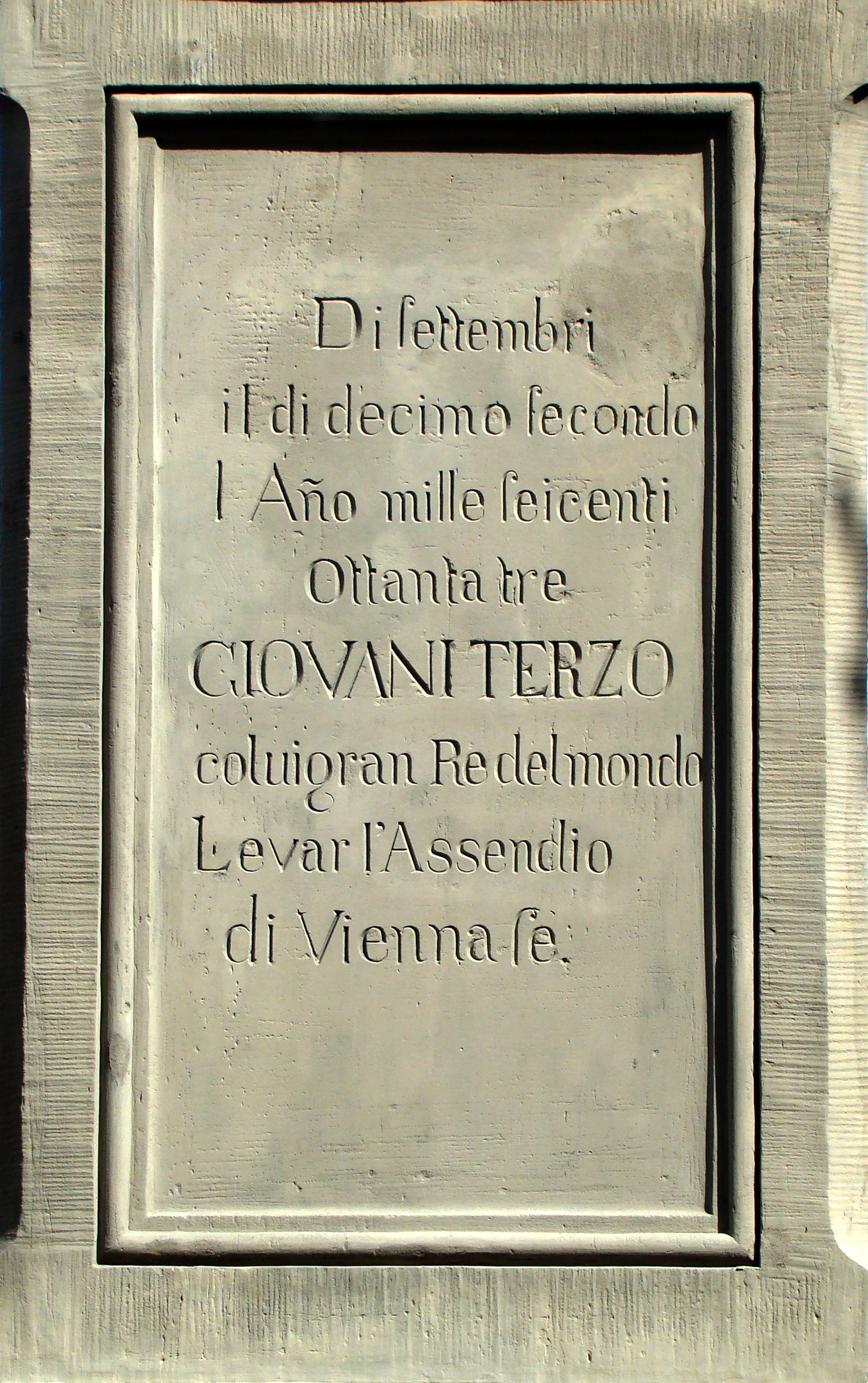
Tablica na tylnej płaszczyźnie cokołu
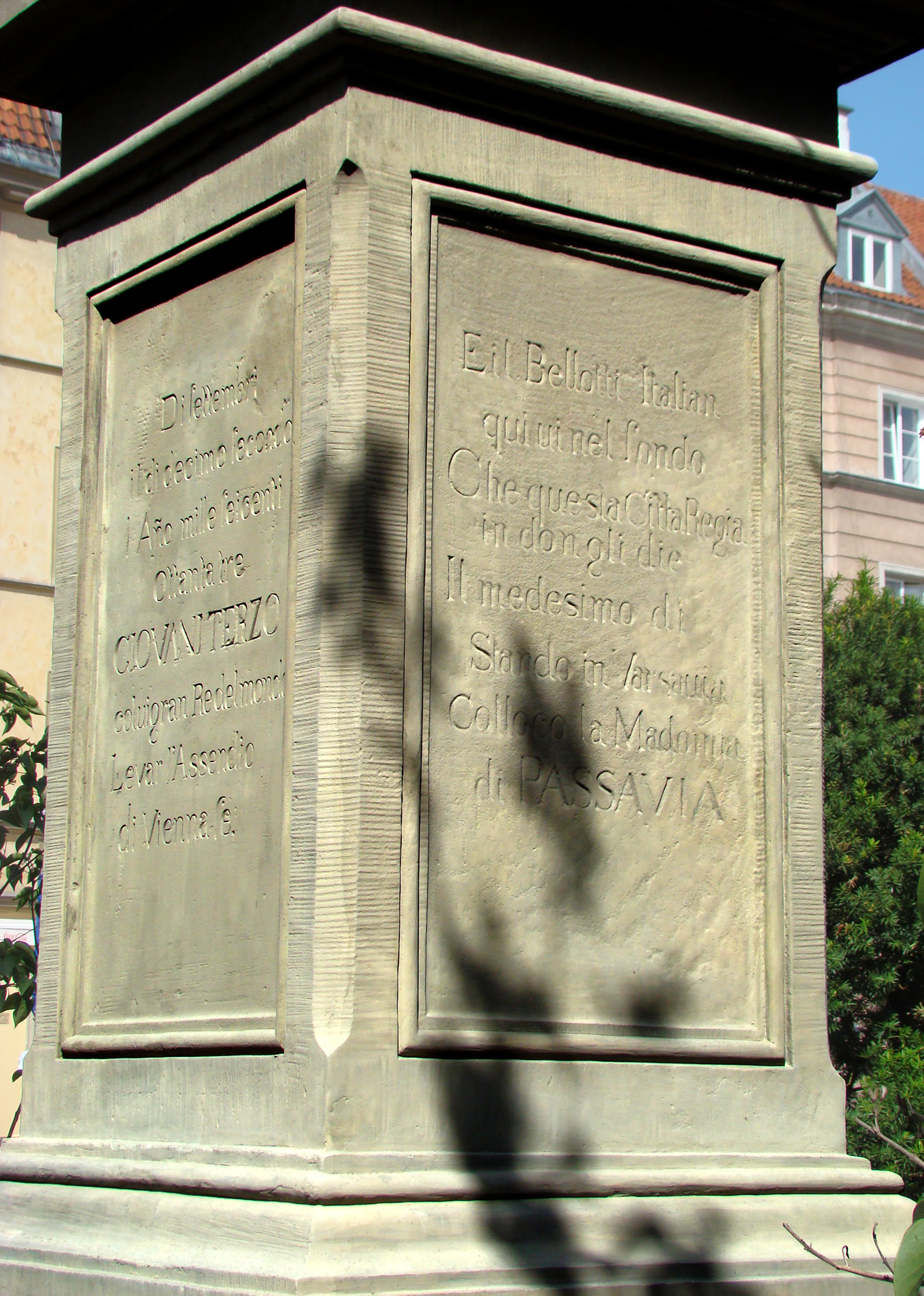
Tablice na południowej i wschodniej ścianie cokołu
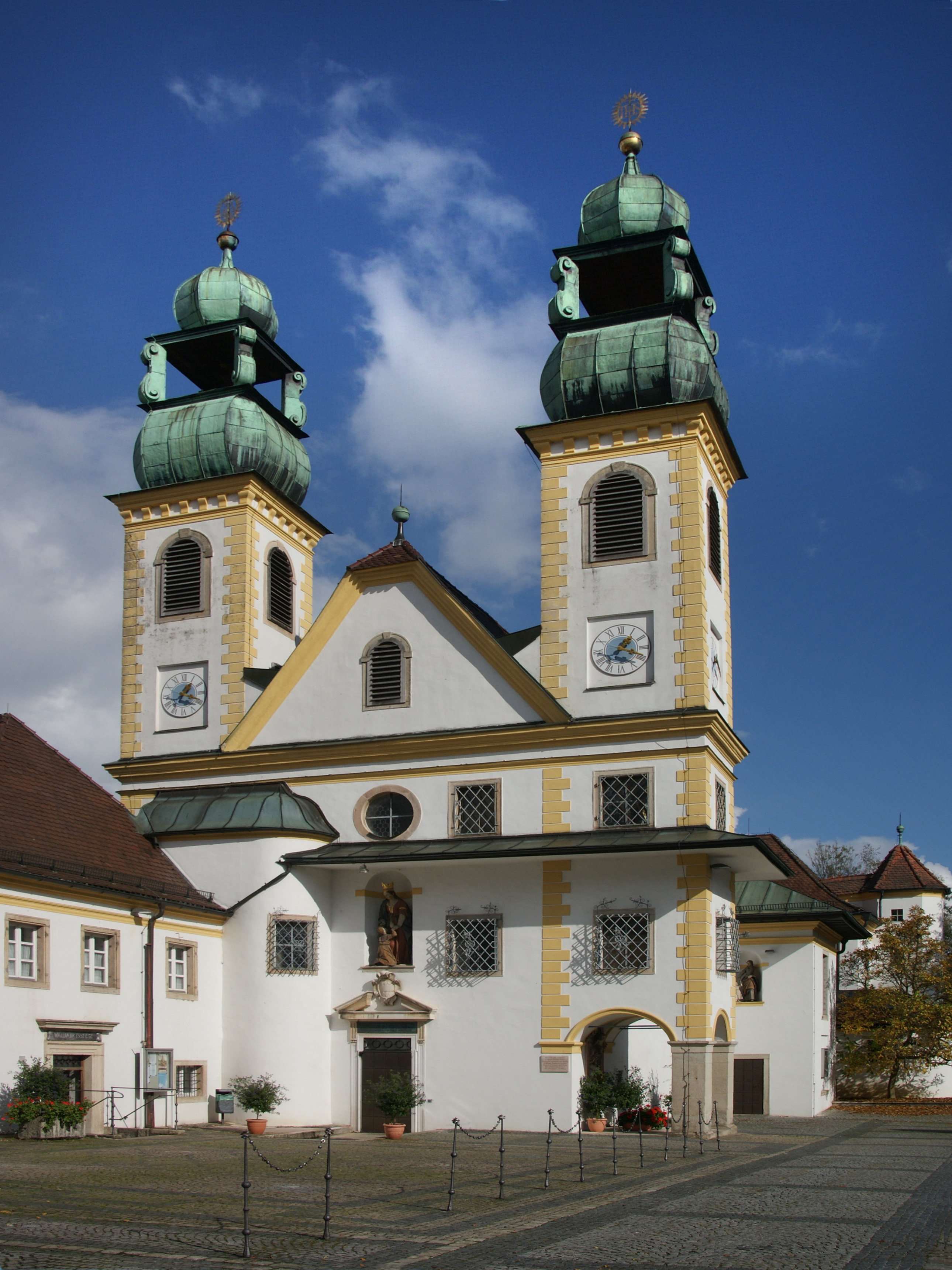
Sanktuarium pielgrzymkowe w Pasawie
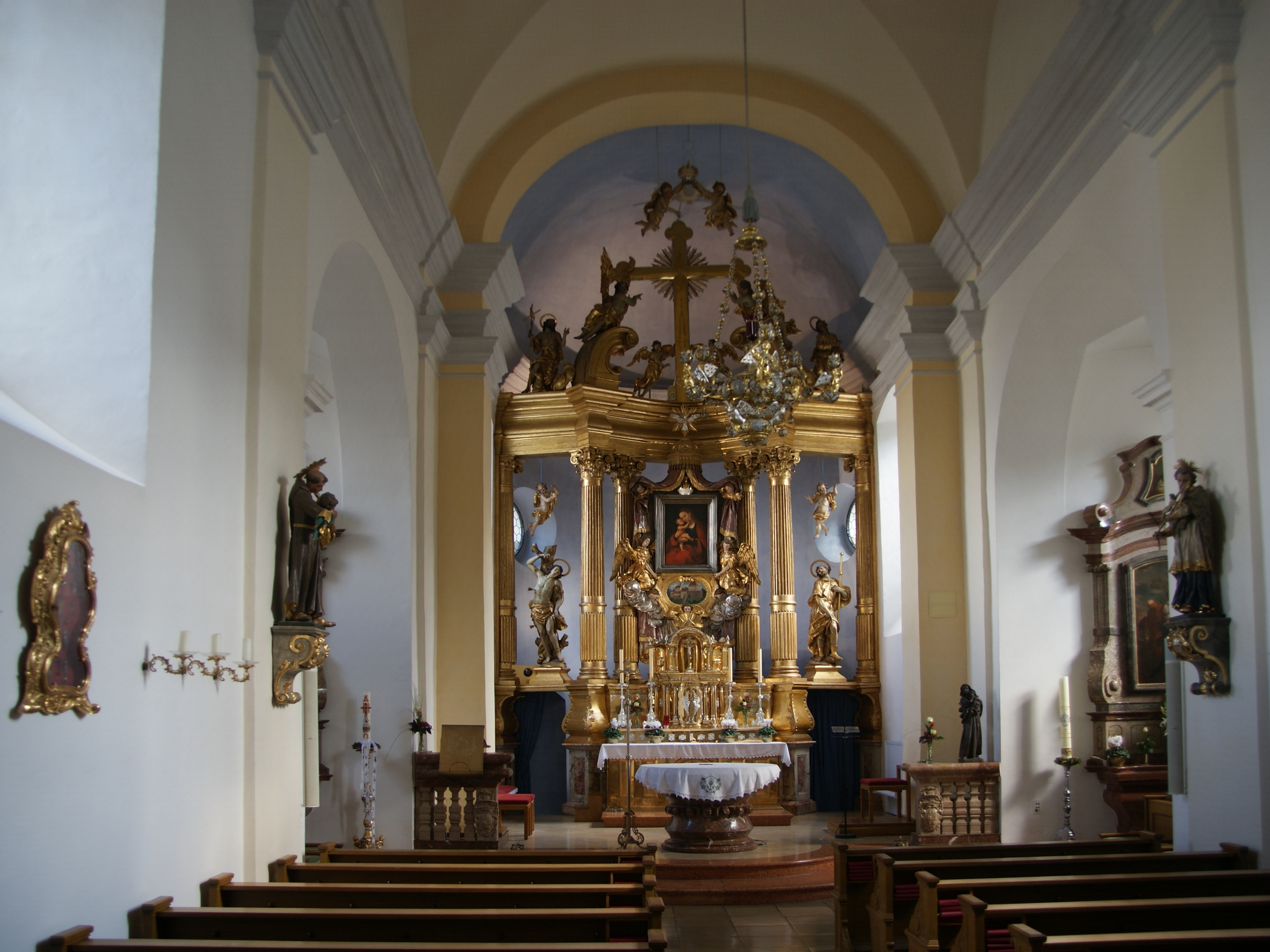
Wnętrze sanktuarium w Pasawie

## Napisy na czterech ścianach cokołu
| DIE XII septembris Anno Dm. MDCLXXXIII Regum Invictissimus JOANNES III DEO Auspice INNOCENTIO XI Pontifice Maximo Patria Commensi ALLABORANTE LEOPOLDO I Caesarum Augustissimo INVITANTE Obsidentes Viennam Turcas Gloriose delevit. | Eadem Die Faustas inter Christiano Orbi Dies Candidissimo Lapillo NOTANDA Hoc de votae Gratitudinis Monumentum Infundo Sibi Sub DAVIDIS ZAPPIO PROCONSULATU A Civitate Varsaviensi donato DEI PARÆ PASSAVIENSI JOSEPH BELLOTI ITALUS Proprio Ære Posuit | Di settembri Il di decimo secondo I año mille seicenti Ottanta tre GIOVANNI TERZO Coluigran Re del mondo L evar L’Assendio Di Vienna se. | E il Bellotti Italian Qui ui nel sondo Che questa Citta Regia In don gli die Il medesimo di Stando in Varsavia Colloco la Madonna Di PASSAVIA |

Napis ten tłumaczy się następująco
| Dnia 12 września Roku Pańskiego 1683 Najbardziej niezwyciężony pośród królów Jan III, z zapoczęcia Boskiego, przy Inocentego XI Ojca Świętego rodaka Komeńskiego współdziałaniu, a Leopolda I Najdostojniejszego z monarchów wezwaniu, oblegających Wiedeń turków sławetnie zniósł. | Tegoż dnia, śród pomyślnych dla świata chrześcijańskiego chwil, ku upamiętnieniu przedniej jasności skaliną, ten bogobojnej wdzięczności pomnik na gruncie, za burmistrzowstwa Dawida Zappiego przez miasto Warszawę mu wyznaczonym, Bogarodzicy Pasawskiej Józef Belloti Włoch sumptem własnym wystawił. | We wrześniu dnia dwunastego roku tysiącznego sześćsetnego osiemdziesiątego trzeciego JAN TRZECI ów wielki król świata zniósł oblężenie Wiednia. | Belloti Włoch na działce ziemi, którą mu ten królewski gród w darze użyczył, tego samego dnia, przebywając w Warszawie, umieścił Bogarodzicę Pasawską. |